# Lycium brevipes
Lycium brevipes ist eine Pflanzenart aus der Gattung der Bocksdorne (Lycium) in der Familie der Nachtschattengewächse (Solanaceae).

## Beschreibung
Lycium brevipes ist ein 1 bis 3 m hoher, dichter und verworren verzweigter Strauch. Seine Laubblätter sind sukkulent, unbehaart und 3 bis 30 mm lang, sowie 2 bis 8 mm breit.
Die Blüten sind zwittrig und vier- oder fünfzählig. Der Kelch ist glockenförmig und unbehaart bis dicht behaart. Die Länge der Kelchröhre beträgt 1 bis 3 mm, die der Kelchzipfel 1 bis 6 mm. Die Krone ist glockenförmig bis röhrenförmig, pink oder violett gefärbt, im Kronschlund sind die Adern dunkel gefärbt. Die Länge der Kronröhre beträgt 4 bis 10 mm, die Länge der Kronzipfel kann nur ein Drittel der Länge der Kronröhre betragen oder aber nahezu genauso lang sein. Die Staubfäden sind an der Basis des freistehenden Bereiches nahezu unbehaart, in einem 1 bis 2 mm großen Bereich direkt darüber sind sie jedoch dicht filzig behaart.
Die Frucht ist eine eiförmige Beere, die 4 bis 6 mm dick ist und eine Vielzahl von Samen enthält.
Die Chromosomenzahl beträgt 2n = 24.

## Vorkommen
Die Art ist in Nordamerika verbreitet und kommt dort in den Mexikanischen Bundesstaaten Baja California, Baja California Sur, Sinaloa und Sonora sowie in den US-amerikanischen Bundesstaaten Arizona und Kalifornien vor.

## Systematik
Molekularbiologische Untersuchungen platzieren die Art zusammen mit Lycium carolinianum, Lycium tenuispinosum und Lycium rachidocladum in einer deutlich unterstützten Klade, die wiederum in einer größeren Klade aus rein amerikanischen Arten platziert ist.

## Nachweise

### Hauptbelege
- J.S. Miller und R.A. Levin: Lycium brevipes. In: Project Lycieae